# Avaz Twist Tower
Der Avaz Twist Tower ist ein Bürohochhaus im Sarajevoer Geschäftsviertel Marijin Dvor in unmittelbarer Nähe zum Bahnhof Sarajevo und das höchste Gebäude in Bosnien und Herzegowina und ganz Südosteuropas außerhalb von Istanbul. Es ist der Hauptsitz des bosnischen Zeitungsverlags Avaz. Das Gebäude wurde von 2006 bis 2009 erbaut. Architekt ist Faruk Kapidžić.
Hervorstechendstes Merkmal des Avaz Twist Tower ist seine verdrehte Glasfassade. Er ist 142 Meter hoch und besitzt 40 Stockwerke (Untergeschoss, Erdgeschoss, 38 Obergeschosse). Mit einer Antenne von 30 Metern erreicht das Gebäude eine Gesamthöhe von 172 Metern. In der 31. Etage in 100 Metern Höhe befindet sich ein Restaurant („Superb Gastro – Elite Club 31“) mit einer Terrasse. In der 35. Etage ist ein öffentlich zugängliches Café („Caffe 35“) und in der 36. Etage eine Aussichtsterrasse.
Bis zur Fertigstellung waren die ebenfalls in Sarajevo gelegenen Doppeltürme des Bosmal City Center mit einer Gesamthöhe von 118 Metern die höchsten Gebäude des Balkans.